# Edit Agrell
Edith Carolina Agrell, född Mårtensson den 7 januari 1885 i Malmö, död den 3 augusti 1972 i Malmö Sankt Petri församling, var en svensk tandläkare och skulptör. Hon var mor till Gunnar Agrell.
Agrell var dotter till Mårten Mårtensson och Martina Bengtsson och från 1909 gift med företagsledare Hugo Agrell (1878–1958), känd som grundare av företaget Addo. Hon avlade tandläkarexamen 1908 och var praktiserande tandläkare i Malmö från samma år. Hon var vid sidan av sitt arbete verksam som skulptör. Agrell studerade skulptering för William Zadig och Lena Börjeson samt under studieresor till ett flertal europeiska länder med en längre tids vistelse i Paris. Hennes konst består av porträtthuvuden och graciösa smärre figurer. Makarna Agrell är begravda på Sankt Pauli södra kyrkogård i Malmö.